# Masters de snooker 1977
Les Masters de snooker 1977 ont lieu au New London Theatre de Londres en Angleterre. C'est la 3e édition des Masters de snooker qui ont réuni dix des meilleurs joueurs au monde.

## Déroulement
Ray Reardon, vainqueur l'année précédente, s'incline en finale 7 manches à 6 contre son compatriote Gallois Doug Mountjoy, qui remporte à cette occasion son premier titre professionnel.
Mountjoy réussit la performance de battre à chaque tour de la compétition un ancien champion du monde de snooker.

## Tableau final
|  | 1er tour Au meilleur des 7 manches | 1er tour Au meilleur des 7 manches | 1er tour Au meilleur des 7 manches |  |  | Quarts de finale Au meilleur des 7 manches | Quarts de finale Au meilleur des 7 manches | Quarts de finale Au meilleur des 7 manches |   |               | Demi-finales Au meilleur des 9 manches | Demi-finales Au meilleur des 9 manches | Demi-finales Au meilleur des 9 manches |  |  | Finale Au meilleur des 13 manches | Finale Au meilleur des 13 manches | Finale Au meilleur des 13 manches |
|  |                                    |                                    |                                    |  |  |                                            |                                            |                                            |   |               |                                        |                                        |                                        |  |  |                                   |                                   |                                   |
|  |                                    |                                    |                                    |  |  |                                            |                                            |                                            |   |               |                                        |                                        |                                        |  |  |                                   |                                   |                                   |
|  |                                    |                                    |                                    |  |  | Ray Reardon                                | Ray Reardon                                | 4                                          |   |               |                                        |                                        |                                        |  |  |                                   |                                   |                                   |
|  |                                    |                                    |                                    |  |  | Rex Williams                               | Rex Williams                               | 1                                          |   |               |                                        |                                        |                                        |  |  |                                   |                                   |                                   |
|  |                                    |                                    |                                    |  |  |                                            |                                            |                                            |   | Ray Reardon   | Ray Reardon                            | 5                                      |                                        |  |  |                                   |                                   |                                   |
|  |                                    |                                    |                                    |  |  |                                            | Graham Miles                               | Graham Miles                               | 2 |               |                                        |                                        |                                        |  |  |                                   |                                   |                                   |
|  |                                    |                                    |                                    |  |  | Graham Miles                               | Graham Miles                               | 4                                          |   |               |                                        |                                        |                                        |  |  |                                   |                                   |                                   |
|  | Dennis Taylor                      | Dennis Taylor                      | 2                                  |  |  | John Spencer                               | John Spencer                               | 1                                          |   |               |                                        |                                        |                                        |  |  |                                   |                                   |                                   |
|  | John Spencer                       | John Spencer                       | 4                                  |  |  |                                            |                                            |                                            |   |               | Ray Reardon                            | Ray Reardon                            | 6                                      |  |  |                                   |                                   |                                   |
|  |                                    |                                    |                                    |  |  |                                            | Doug Mountjoy                              | Doug Mountjoy                              | 7 |               |                                        |                                        |                                        |  |  |                                   |                                   |                                   |
|  |                                    |                                    |                                    |  |  | Fred Davis                                 | Fred Davis                                 | 2                                          |   |               |                                        |                                        |                                        |  |  |                                   |                                   |                                   |
|  | John Pulman                        | John Pulman                        | 2                                  |  |  | Doug Mountjoy                              | Doug Mountjoy                              | 4                                          |   |               |                                        |                                        |                                        |  |  |                                   |                                   |                                   |
|  | Doug Mountjoy                      | Doug Mountjoy                      | 4                                  |  |  |                                            |                                            |                                            |   | Doug Mountjoy | Doug Mountjoy                          | 5                                      |                                        |  |  |                                   |                                   |                                   |
|  |                                    |                                    |                                    |  |  |                                            | Alex Higgins                               | Alex Higgins                               | 3 |               |                                        |                                        |                                        |  |  |                                   |                                   |                                   |
|  |                                    |                                    |                                    |  |  | Alex Higgins                               | Alex Higgins                               | 4                                          |   |               |                                        |                                        |                                        |  |  |                                   |                                   |                                   |
|  |                                    |                                    |                                    |  |  | Perrie Mans                                | Perrie Mans                                | 2                                          |   |               |                                        |                                        |                                        |  |  |                                   |                                   |                                   |
|  |                                    |                                    |                                    |  |  |                                            |                                            |                                            |   |               |                                        |                                        |                                        |  |  |                                   |                                   |                                   |